# Лемурийский погоныш
Лемурийский погоныш (лат. Sarothrura watersi) — редкий вид журавлеобразных птиц из семейства Sarothruridae. Видовое латинское название дано в честь Тома Уотерса, собравшего образец птицы на Мадагаскаре.
Эндемик Мадагаскара. Распространён на востоке страны.
Птица длиной 14—17 см и массой до 26 г. Самец имеет равномерно окрашенную тёмно-коричневую голову, шею и верхнюю часть груди. Спина и крылья тёмно-коричневые. Оперение самки в основном серо-коричневое, брюхо светло-серого цвета.
Обитает в дождевых лесах, вторичных лесах, на плантациях, заболоченных лугах, как правило, недалеко от водоёмов. Питается насекомыми и семенами. Сезон размножения совпадает с сезоном дождей, который на Мадагаскаре начинается в сентябре.
Численность популяции в 2016 году, по оценкам BirdLife International, составляет от 350 до 1500 особей, и продолжает снижаться из-за потери среды обитания.